# Yulenmis Aguilar
Yulenmis Aguilar (ur. 3 sierpnia 1996) – kubańska lekkoatletka specjalizująca się w rzucie oszczepem, od 27 maja 2024 reprezentująca Hiszpanię.
W 2013 roku wywalczyła srebrny medal mistrzostw świata juniorów młodszych. W 2015, ustanawiając nowy rekord świata juniorów w rzucie oszczepem, zdobyła złoty medal mistrzostw panamerykańskich juniorów w Edmonton. Srebrna medalistka mistrzostw NACAC (2015).
Rekord życiowy: oszczep o wadze 500 gramów – 59,94 (11 lipca 2013, Donieck); oszczep o wadze 600 gramów – 64,17 (26 czerwca 2022, Nerja). Zawodniczka była również posiadaczką rekordu świata juniorów – 63,86 w 2015, który przetrwał do 2024 roku.

## Osiągnięcia
| Rok                      | Impreza                               | Miejsce        | Pozycja           | Wynik |
| ------------------------ | ------------------------------------- | -------------- | ----------------- | ----- |
| Reprezentacja: Kuba      |                                       |                |                   |       |
| 2013                     | Mistrzostwa świata juniorów młodszych | Donieck        | 2. miejsce        | 59,94 |
| 2013                     | Mistrzostwa panamerykańskie juniorów  | Medellín       | 2. miejsce        | 50,00 |
| 2014                     | Igrzyska Ameryki Środkowej i Karaibów | Xalapa         | 4. miejsce        | 54,50 |
| 2015                     | Igrzyska panamerykańskie              | Toronto        | 6. miejsce        | 57,87 |
| 2015                     | Mistrzostwa panamerykańskie juniorów  | Edmonton       | 1. miejsce        | 63,86 |
| 2015                     | Mistrzostwa NACAC                     | San José       | 2. miejsce        | 56,79 |
| 2015                     | Mistrzostwa świata                    | Pekin          | el. – 18. miejsce | 60,52 |
| 2016                     | Młodzieżowe mistrzostwa NACAC         | San Salvador   | 1. miejsce        | 57,09 |
| 2016                     | Igrzyska olimpijskie                  | Rio de Janeiro | el. – 29. miejsce | 54,94 |
| 2018                     | Igrzyska Ameryki Środkowej i Karaibów | Barranquilla   | 3. miejsce        | 55,60 |
| Reprezentacja: Hiszpania |                                       |                |                   |       |
| 2024                     | Mistrzostwa Europy                    | Rzym           | el. – 13. miejsce | 57,27 |
| 2024                     | Igrzyska olimpijskie                  | Paryż          | 6. miejsce        | 62,78 |